# Oldenlandia breviflora
Oldenlandia breviflora là một loài thực vật có hoa trong họ Thiến thảo. Loài này được Chiov. mô tả khoa học đầu tiên năm 1924.